# استراتمور (کلرادو)
استراتمور (به انگلیسی: Stratmoor) یک منطقهٔ مسکونی در ایالات متحده آمریکا است که در شهرستان ال پاسو، کلرادو واقع شده‌است. استراتمور ۷٫۶ کیلومتر مربع مساحت و ۶٬۹۰۰ نفر جمعیت دارد و ۱٬۷۶۴ متر بالاتر از سطح دریا واقع شده‌است.